# Varvara Myagkova
Varvara Myagkova (en russe : Варвара Мягкова), née à Moscou en 1980, est une cheffe de chœur d'enfants et pianiste russe.

## Biographie
Ses parents sont des artistes et mélomanes ce qui, dès l’enfance, l'initie à l'écoute. À partir de l'âge de deux ans, elle est amenée dans la chorale de ses parents. Plus tard, elle étudie à l'Académie russe de musique Gnessine dans la classe d'Elena Sergeevna Plyashkevich puis au Conservatoire Tchaïkovski de Moscou avec Ksenija Knorre (lt) (elle est diplômée en 2004). Elle est notamment marquée par cette dernière qui a su lui prodiguer un enseignement respectueux de sa personne, de ses choix et de ses dons. Elle poursuit actuellement son enseignement.
Elle remporte le Concours général de piano en 1992 et celui d'Andorre en 2002. Elle est cheffe du chœur d'enfants de la radio et télévision russe. Elle est activement impliquée dans des œuvres de soutien aux personnes défavorisées et pour l'éducation et le soutien à des organisations travaillant avec des enfants en difficulté. Elle est également accompagnatrice du Melody Children Choir.
Elle se produit dans les plus grandes salles de Moscou : salle Tchaïkovsky du Conservatoire, salle de la Maison Internationale de la Musique, salle de la Société Philharmonique.
Elle est considérée comme une artiste originale et prometteuse et ceci même si elle a vécu des périodes d’interruptions de sa carrière, notamment pour des raisons familiales. Dans un entretien elle affirme : À un certain moments, je me fichais de ce pour quoi je travaillais. Pour me faire remarquer ? Mais tout cela est transitoire, aujourd'hui vous êtes intéressant, tout est là, et puis soudain tout disparaît. Je fais de la musique depuis l'âge de sept ans, il fut un temps où je me produisais souvent, puis il y a eu des échecs et des pauses pour diverses raisons. Je crois que tout ce qui s'est passé est une sorte de providence. Mais si je n'avais pas travaillé dur toutes ces années, si j'avais abandonné, alors je n'aurais pas pu profiter de l'occasion. Elle a été invitée pour ses cours "Soirées d'été" à Ielabouga par Boris Berezovsky, qui l'avait découverte sur les réseaux sociaux.
On dit du jeu de Varvara Myagkova : « rapide », « volant », « altruiste ». Vera Gornostaeva l'a considérée comme un miracle. « Elle a la capacité de « brûler » ici et maintenant, une sorte de surprise enfantine devant la musique, comme si personne ne l'avait jouée auparavant », explique son professeur Ksenia Knorre. « Myagkova possède un talent que l'on peut qualifier de « surnaturel : elle semble diffuser, prophétiser », explique Lukas Geniušas. Et Varvara elle-même aimerait que « personne ne la remarque au piano, mais seulement la musique ».
Elle donne des concerts comme soliste en Russie et à l'étranger.
Son répertoire va notamment de Gershwin, Bach, Debussy et Khatchatourian, Zederatsky, Kurbatov et Schumann, à Chopin et Scarlatti.
En 2021, elle a joué au festival emblématique "Crazy Days" à Ekaterinbourg puis a commencé à enregistrer son premier disque : "Sacred & profane". Au programme, des œuvres difficiles à interpréter et à entendre, à savoir : deux extraits des "Vingt vues de l'Enfant Jésus" d'Olivier Messiaen, écrites en 1944, sept sonates de Domenico Scarlatti et des préludes et fugues de Bach.

## Discographie
- Sergey Akhunov : Varvara Myagkova piano, Rybinsk, piano museum of Alexei Stavitsky.2021, Piano: Carl Goetze(1895),Fancymusic 2021(); (CD).
- Sacred & Profane : Messiaen, Scarlatti, Bach, 2022, Fancymusic,(https://fancymusic.ru/#tab-eng).